# Мамедов, Ниджат (шахматист)
Ниджат Мамедов (азерб. Nicat Məmmədov, род. 2 апреля 1985, Нахичевань) — азербайджанский шахматист, гроссмейстер (2006).
Чемпион Азербайджана 2011 года.
В составе сборной Азербайджана участник 34-й Олимпиады (2000) в Стамбуле.

## Изменения рейтинга
| Графики недоступны из-за технических проблем. См. информацию на Фабрикаторе и на mediawiki.org. |